# Daxata lepesmei
Daxata lepesmei là một loài bọ cánh cứng trong họ Cerambycidae.